# Мегамаркет (российский маркетплейс)
«Ме́гама́ркет» — российский маркетплейс, основанный в 2017 году группой «М.Видео-Эльдорадо». С 2021 года принадлежит Сбербанку .
В августе 2017 года было запущено бета-тестирование, в июле 2018 года состоялся полномасштабный запуск сервиса. В 2018 году ассортимент маркетплейса расширился до 600 000 позиций от 1500 продавцов, а выручка в четвёртом квартале превысила 1 миллиард рублей. На конец 2019 года на сайте goods.ru было представлено более 1 600 000 товаров от 3000 продавцов в 16 основных категориях. Годовой оборот маркетплейса в 2019 году составил 6 миллиардов рублей.
В 2021 году оборот (оборот от продаж с учётом НДС за вычетом возвратов, отмененных заказов и скидок) маркетплейса составил 29 млрд рублей. Количество доставленных заказов по итогам 2021 года составило 6,4 млн единиц.

## История

### Goods.ru (2017—2021)

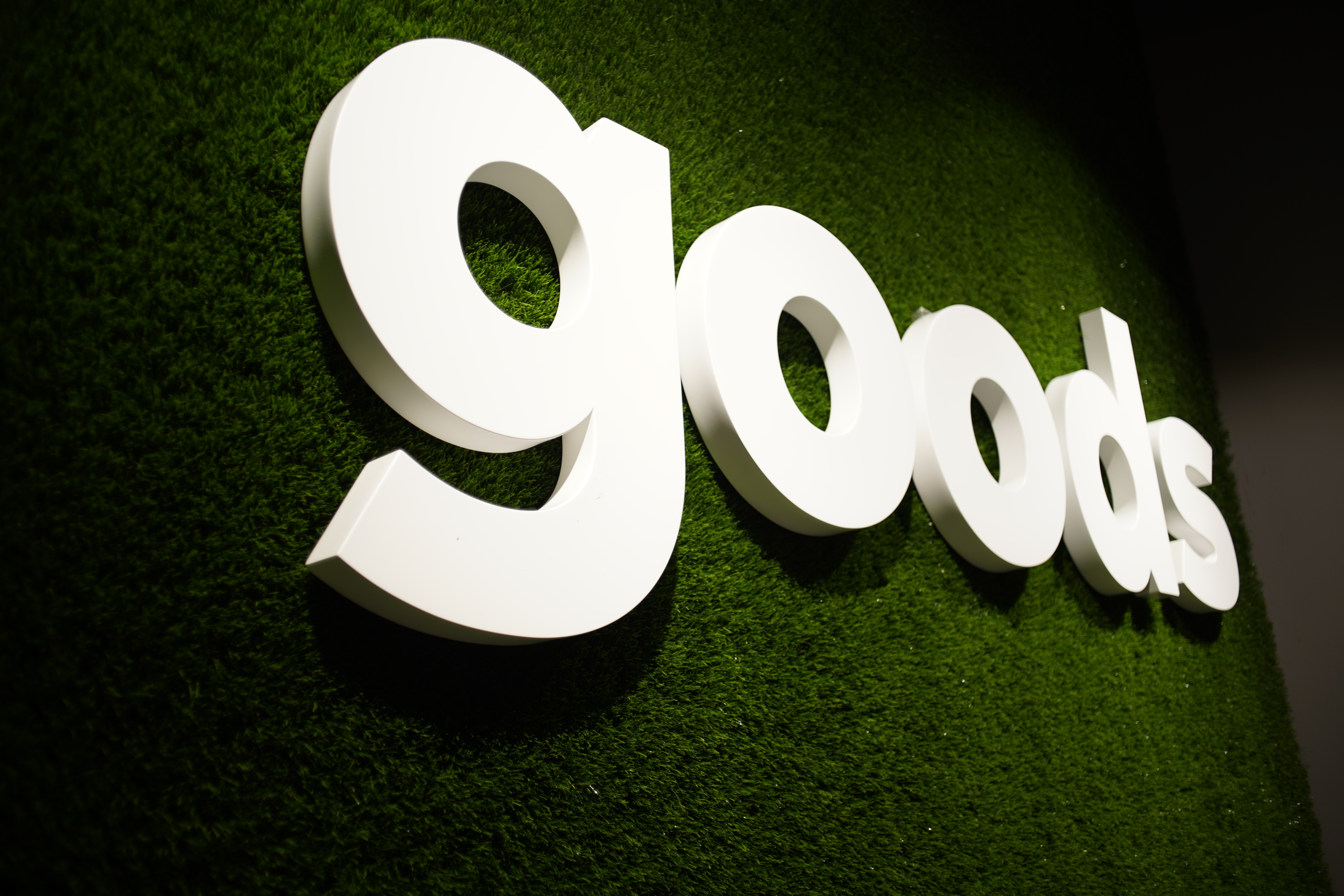
Логотип Goods.ru

В 2016 году была выделена самостоятельная компания ООО «Маркетплейс». 16 февраля 2017 года представители «М.Видео» сообщили о разработке проекта по запуску новой интернет-площадки. В презентации проекта разработчики отметили, что крупные торговые онлайн-площадки популярны в мире, но в России представлены слабо, поэтому цель сервиса — полноценно реализовать эту бизнес-модель с учётом опыта зарубежных аналогов: eBay, AliExpress, Alibaba.
В апреле 2017 года компания запустила бета-тестирование. На старте клиентам была предложена доставка по Москве и Московской области, а также программа лояльности. Ассортимент включал 50 тысяч товаров в 7 категориях: бытовая техника, детские товары, зоотовары, электроника, товары для ремонта, сада и дачи, спорта и отдыха.
С июля 2018 года платформа работает в обычном режиме. В это время в офлайн-магазине «М.Видео» открылся первый пункт выдачи товаров, заказанных на маркетплейсе. Число товарных категорий увеличилось до 13 — на площадке начались продажи товаров для дома, продуктов, автотоваров, книг, товаров для хобби и творчества, а также косметики и товаров по уходу за собой.
В 2019 году список категорий пополнили товары для взрослых, мебель, одежда, обувь, аксессуары и категория «здоровье».
В 2019 году был запущен сервис «Закажи и забери», позволяющий бронировать товары и забирать их из розничных магазинов.

### Сбермегамаркет (2021—2023)

Логотип Сбермегамаркета

27 апреля 2021 года Сбербанк переименовал Goods.ru в «Сбермегамаркет». На маркетплейсе появился вход по «Сбер ID» и бесплатная доставка для подписчиков «СберПрайм». Пользователи также могут получать и тратить бонусы «Спасибо» на заказы на «Сбермегамаркете».
В январе 2023 года на фоне санкций из названия была убрана приставка «Сбер», чтобы обезопасить приложения от удаления.

### Мегамаркет (с 2023 года)
1 августа 2023 года сервис объявил о ребрендинге — изменилось его название (была убрана приставка Сбер), а также обновился фирменный стиль.
С 1 января 2025 года маркетплейс перешёл на новую стратегию развития экспресс-доставки «день в день», отказавшись от модели FBS (доставка со склада продавца) в пользу формата FBO (хранение и доставка товаров со складов компании). Для этого  «Мегамаркет» задействовал 14 арендованных складов на бывших площадях IKEA в ТЦ «Мега» в 12 регионах России.
В марте 2025 года товары из «Мегамаркета» появились на витрине «Самоката» с возможностью доставки по клику в нескольких городах.

## Партнёрство
В ноябре 2019 года goods.ru и «Почта России» заявили о стратегическом партнёрстве, которое предусматривает интеграцию товарных предложений сервиса в мобильное приложение «Почты России». Также пользователи онлайн-площадки смогут забирать заказы в отделениях Почты России, в собственных и партнерских постаматах и пунктах выдачи заказов (ПВЗ). Фулфилмент, предоставляемый Почтой России, нужен goods для организации быстрой и недорогой доставки в регионы.
В декабре 2019 года маркетплейс заявил о сотрудничестве с банком «Тинькофф». Товары goods.ru появятся в приложении «Тинькофф» в разделе «Сервисы», где собраны услуги партнёров банка.

## Премии
В 2019 году сервис получил премию «Большой оборот», которая вручается за вклад в развитие электронной торговли. Goods.ru стал победителем в номинации «Маркетплейс».
В 2019 году сервис стал одним из трёх номинантов премии «ECOMSPACE. ПОЧТА РОССИИ AWARDS». Номинация — «Быстрый рост».
В апреле 2020 году маркетплейс получил премию E-Commerce Index 2019 в номинации «Качество роста: Развитие бренда».

## Руководство
Александр Тынкован — президент «М.Видео», основатель сервиса goods.ru.
Соломон Кунин — генеральный директор goods.ru (до июля 2022). В июле 2022 года новым генеральным директором назначен Малышев Сергей Константинович
Маркетплейс входил в группу «М.Видео-Эльдорадо», которая принадлежит ПАО «Сафмар Ритейл».
В 2021 году Сбербанк увеличил свою долю в капитале Goods.ru до 85 %, «М.Видео-Эльдорадо» сохранит за собой 10 %, а 5 % останется у Тынкована. Планируется, что все стороны будут представлены в совете директоров СберМегаМаркет.